# Angelomo di Luxeuil
Angelomo di Luxeuil (in latino Angelomus Luxoviensis; Francia, ... – dopo l'851) è stato un monaco cristiano ed esegeta francese, autore di commenti al Cantico dei Cantici, ai libri dei Re e alla Genesi.

## Biografia
Si possiedono pochissimi dati biografici sulla figura di Angelomo: il suo nome compare solo nel Liber fraternitatum di Luxeuil, l’elenco dei monaci che hanno fatto parte dell’abbazia, ma nessun'altra fonte contemporanea o successiva lo ricorda. Le uniche informazioni che lo riguardano provengono da quello che egli stesso racconta nelle prefazioni alle sue opere.
Angelomo fu allievo di un altro monaco dell’abbazia, Mellino, sul quale non si hanno ulteriori notizie. Gli insegnamenti di Mellino ebbero un ruolo fondamentale per la formazione esegetica dell’autore, che ricorda più volte la figura del maestro nelle prefazioni e dichiara esplicitamente di aver usato le sue lezioni come fonte per comporre i commentari. Dalla prefazione del commento ai Re è possibile ipotizzare che dopo la morte di Mellino, Angelomo gli sia succeduto come maestro del monastero.
Per un certo periodo della sua vita, durante il regno di Lotario, Angelomo si allontanò da Luxeuil per spostarsi ad Aquisgrana, dove fu maestro di arti liberali ed esegesi. Si sa poco dei rapporti che l'autore strinse con l’imperatore, al quale è dedicato il commento al Cantico, e anche le motivazioni del trasferimento non sono certe, benché sia stato ipotizzato un legame con la presenza di Drogone al monastero di Luxeuil come abate. Drogone, figlio illegittimo di Carlo Magno e già vescovo di Metz, diventò infatti abate di Luxeuil nell’833 e, secondo le ricostruzioni degli studiosi riguardo allo scenario politico dell’epoca, fu molto vicino a Lotario durante lo scontro con gli altri figli di Ludovico il Pio e lo sostenne dal punto di vista ideologico, in nome di quell’unitas imperii a cui entrambi aspiravano. Drogone, quindi, avrebbe inviato Angelomo ad Aquisgrana per rinsaldare la sua influenza spirituale e dottrinale sull’imperatore.
Così come mancano le informazioni sui primi anni di vita di Angelomo, non è nota nemmeno una data certa per la sua morte. È stato tuttavia ipotizzato dagli studiosi che la morte sia avvenuta qualche tempo dopo l’851, quando si presume sia stato composto l’ultimo dei commentari da lui prodotti, dedicato al Cantico dei Cantici.

## Opere
Ci sono state tramandate tre opere composte da Angelomo di Luxeuil: in tutti e tre i casi si tratta di commenti esegetici a libri biblici, rispettivamente alla Genesi, ai Re e al Cantico dei Cantici.

### Commento alla Genesi
Il commento alla Genesi è il primo scritto esegetico composto da Angelomo di Luxeuil: nella prefazione, infatti, l’abate del monastero non è identificato con Drogone, come invece accade nelle altre opere di Angelomo, fatto che ha portato gli studiosi a datare concordemente il commento come antecedente rispetto alla sua nomina.
Come dimostrato da M. Gorman, esistono due successive redazioni del commento: la prima redazione, basata principalmente sugli insegnamenti di Mellino, propone un’esegesi più letterale del testo biblico, mentre i rimaneggiamenti agiscono tutti in funzione di un commento fondato principalmente sull’interpretazione allegorica. A questo scopo, Angelomo inserisce nella seconda redazione moltissimi estratti dal commento allegorico alla Genesi scritto da Isidoro di Siviglia. Anche gli interventi nella prefazione si muovono in questa direzione: l’autore, infatti, elimina il nome del maestro e diminuisce l’importanza data ai suoi insegnamenti.
La struttura del commento, soprattutto nella sua prima redazione, è simile a quella di un’edizione annotata della Bibbia: alle parole della Genesi segue spesso una riformulazione che esprime l’interpretazione esegetica del testo. Tra le annotazioni sono presenti anche delle riflessioni filologiche, con riferimenti a varianti diverse del testo biblico.
Per quanto riguarda le fonti usate per la composizione del commento, l’opera sembra divisibile in due parti distinte: per il commento ai primi tre capitoli della Genesi Angelomo sembra essersi basato sul De Genesi ad litteram e sul De Genesi contra Manichaeos di Agostino, sui commenti alla Genesi di Beda, Alcuino e Isidoro e sulle Quaestiones hebraicae in Genesim di Gerolamo; dal quarto capitolo in poi, invece, Angelomo segue Orosio, il De civitate dei di Agostino, Paterio e il commento alla Genesi dello Pseudo-Beda.
L’opera è tramandata da cinque testimoni, di cui due (Salisburgo, Stiftsbibliothek St. Peter, a VIII 12; Troyes, Médiathèque de l’Agglomération Troyenne, Fonds ancien 1069) del IX secolo e gli altri tre successivi al XII, tutti di provenienza francese e austriaca. Secondo gli studi di Gorman, la seconda redazione del testo è tramandata da due dei cinque manoscritti, tra cui T, uno dei due codici del IX secolo. Esiste una sola edizione a stampa dell’opera, pubblicata da Bernard Pez nel 1721 e riproposta nella Patrologia Latina da Migne; questa edizione sembra riprodurre la prima delle due redazioni esistenti del commento. La lettera prefatoria è riportata anche nella collana dei Monumenta Germaniae Historica.

### Commento ai Re
Si tratta del secondo commento composto da Angelomo. Anche in questo caso gli studiosi hanno estrapolato un’ipotesi di datazione a partire dagli indizi presenti nella prefazione: nel ricordare gli importanti legami di parentela dell’abate Drogone con la stirpe imperiale, l’autore non cita Lotario, che quindi al momento della composizione dell’opera non sarebbe ancora stato imperatore. Di conseguenza, la stesura dell’opera sarebbe da collocarsi tra l’833 e l’840.
La tradizione esegetica sui libri dei Re è abbastanza scarsa e proprio la mancanza di un commento completo e sistematico a questa parte della Bibbia dalla biblioteca di Luxeuil è ciò che spinge Angelomo a comporre la sua opera, come dichiara nella prefazione. In questo commento l’autore mostra una grande abilità nell’articolare una spiegazione allegorica molto complessa, rielaborando in modo libero la tradizione precedente e basandosi probabilmente anche sui contenuti delle lezioni che il maestro Mellino aveva tenuto sull’argomento. In particolare, queste caratteristiche possono essere rilevate nel commento al primo libro dei Re.
Una delle fonti più importanti di quest’opera sembra essere stato il commento ai Re di Rabano Mauro, ma poiché l’autore ne fa uso in modo non costante gli studiosi non concordano sull’effettiva dipendenza del commento di Angelomo da Rabano. Inoltre, poiché mancano molte edizioni critiche degli scritti esegetici carolingi sui libri dei Re, un gran numero di passi di questo commentario sono attualmente senza una fonte e non è chiaro se si tratti di materiale originale di Angelomo oppure se l’autore si sia basato su opere non ancora individuate. Tra le fonti dell’opera si segnalano anche gli scritti dello pseudo-Girolamo e soprattutto le Interrogationes et responsiones in Genesim di Alcuino: pur non dichiarandone mai apertamente l’utilizzo, Angelomo sembra impiegare le Interrogationes come guida per i contenuti della letteratura patristica.
Il commento è stato conservato da un numero consistente di testimoni (se ne conoscono ventitré), anche se nessuno contemporaneo all’autore: tranne due codici databili al X secolo (Gent, Bibliotheekder Rijksuniversiteit, 240 e Leida, Bibliotheekder Rijksuniversiteit, BPL 16) il resto della tradizione è successiva al XII secolo. È presente un'unica edizione a stampa dell’opera, prodotta da Euchario Cervicorno nel 1530 e poi riprodotta nella Patrologia Latina, ma non è noto quali manoscritti siano stati usati per la produzione del testo; la prefazione è riportata anche nei Monumenta Germaniae Historica.

### Commento al Cantico dei Cantici
Angelomo, nella prefazione all’opera, dichiara di aver composto questo commento dietro esplicito invito dell’imperatore Lotario, subito dopo la perdita della moglie Ermengarda, morta nell’851. Questa dichiarazione permette dunque di collocare in un momento successivo a questa data la composizione dell’opera, rendendola così l’ultima tra quelle prodotte dall’autore.
Il legame dell’autore con Lotario è fondamentale per la caratterizzazione del commento, che si differenzia dagli altri scritti esegetici dedicati allo stesso libro della Bibbia proprio per il carattere personale e i numerosi punti in cui l’autore si rivolge in prima persona all’imperatore. In questa prospettiva è visibile l’intento didattico di Angelomo, che imposta l’interpretazione del testo come un invito alla contemplazione attraverso lo studio della sacra Scrittura. L’esercizio ha anche un fine pratico, legato nuovamente al destinatario dell’opera e alla sua posizione politica: attraverso la meditazione sul testo biblico, infatti, Lotario potrà diventare un esempio di rettitudine ed essere un sovrano migliore; questa idea è espressa esplicitamente dall’autore nel paragone con Teodosio che conclude il commento.
Rispetto alle altre opere esegetiche di Angelomo, il commento al Cantico mostra un carattere quasi esclusivamente compilativo: ogni passo è riconducibile ad una fonte definita e alcuni testi sono inseriti addirittura in forma integrale. La selezione dei passi della tradizione precedente, tuttavia, è accurata e sembra mostrare una certa originalità nell’interpretazione generale del testo.
Tra le fonti dell’opera figurano principalmente i commenti di Apponio, Gregorio Magno e Paterio . Il commentario di Alcuino, invece, non è fonte diretta di Angelomo, come si era inizialmente creduto, ma è mediato da un altro testo, un commento anonimo al Cantico noto con il nome «Vox antiquae ecclesiae», dal lemma iniziale dell'opera. In questo testo confluiscono infatti il Compendium in Canticum Canticorum di Alcuino e il materiale proveniente da un altro commento anonimo, «Vox ecclesiae», basato a sua volta sui commenti di Giusto di Urgell e di Gregorio di Elvira.
Il testo è conservato da nove manoscritti, di cui uno contemporaneo all’autore (anche se frammentario, si tratta del codice San Gallo, Stiftsbibliothek, 1398a), tre collocabili tra X e XI secolo e gli altri cinque del XII secolo o posteriori. La prima edizione a stampa del commento è del 1531 e si deve a Johannes Prael, ma non è noto su quali manoscritti si sia basato; il testo venne poi riprodotto nella ‘’Magna bibliotheca veterum patrum’’, nella Maxima bibliotheca veterum patrum e nella Patrologia latina; la prefazione è presente anche nei Monumenta Germaniae Historica, come per le altre opere di Angelomo.

### Opere spurie
Ad Angelomo sono state attribuite anche altre due opere, un commento ai Vangeli e uno ai libri profetici . Il commento ai Vangeli non sembra mai essere esistito: secondo la ricostruzione di S. Cantelli la notizia avrebbe origine dal fatto che Angelomo, nella prefazione del commento alla Genesi, ricorda gli studi sui Vangeli fatti con il maestro Mellino; l’autore però non avrebbe mai scritto nessuna opera al riguardo. Il commento ai Profeti, invece, potrebbe essere identificato con quello anonimo e mutilo dell’inizio contenuto in un manoscritto della biblioteca di Heiligenkreuz, ma mancano studi specifici in proposito.

## Fortuna
L’analisi della tradizione manoscritta mostra che gli scritti di Angelomo godettero di una certa popolarità nel IX secolo e tornarono di nuovo in circolazione intorno al XII secolo, mentre nel periodo intermedio e nei secoli successivi al XIII furono raramente copiati.
L’opera che ebbe la diffusione maggiore fu certamente il commento ai Re, mentre il commento alla Genesi sembra essere l’opera meno popolare: gli autori medievali stessi spesso ricordano solamente gli altri due scritti di Angelomo, tralasciando quest’ultimo. Inoltre, poiché gran parte delle opere esegetiche di quest’epoca e dei secoli immediatamente successivi mancano di studi critici, è difficile avere dati certi sulle riprese in altri autori: per il momento sono state individuate solamente alcune tracce di un recupero del commento alla Genesi in Remigio di Auxerre e (anche se con meno certezza) in Pietro Comestore.

### Edizioni
- Monumenta Germaniae Historica, Epistolae V, pp. 619–630.
- Patrologia Latina, vol. 115, coll. 107-628.

### Studi critici
- R. G. Babcock, Angelomus and Manuscripts from the Luxeuil Library, in «Aevum» LXXIV (May-August 2000), pp. 431–440.
- S. Cantelli, Angelomo e la scuola esegetica di Luxeuil, Spoleto 1990, I.
- M.Gorman, The Commentary on Genesis of Angelomus of Luxeuil and Biblical Studies under Lothar, in «Studi Medievali» 40 (1999), pp. 559–631.
- R. E. Guglielmetti, Commento al Cantico dei Cantici. Con i commenti anonimi Vox Ecclesiae, Vox Antique Ecclesie, Firenze 2004.
- R. E. Guglielmetti, Angelomus Luxovienis mon. in La trasmissione dei testi latini del Medioevo. Mediaeval Latin Texts and Their Transmission. Te.Tra. III, cur. P. Chiesa, L. Castaldi, Firenze 2008, pp. 32–43.
- F. Stegmüller, Repertorium Biblicum Mediiaevi I-XI, Madrid 1950-1980, nº 1334-1339.